# روبرت ليندسي (ممثل)
روبرت ليندسي (بالإنجليزية: Robert Lindsay)‏ هو موسيقي وممثل بريطاني، ولد في 13 ديسمبر 1949 في Ilkeston ‏ في المملكة المتحدة. من الجوائز التي نالها جائزة المسرح العالمي سنة 1987.

## أعمال

### أفلام
- (2014) غريس أميرة موناكو[12][13]

### مسلسلات
- العبقري

## جوائز
- جائزة المسرح العالمي (1987)
- جائزة توني عن فئة أفضل ممثل في مسرحية موسيقية [الإنجليزية]‏ (1987)
- جائزة لورنس أوليفيه

## وصلات خارجية
- الموقع الرسمي
- روبرت ليندساي على موقع IMDb (الإنجليزية)
- روبرت ليندساي على موقع روتن توميتوز (الإنجليزية)
- روبرت ليندساي على موقع ميوزك برينز (الإنجليزية)
- روبرت ليندساي على موقع أول موفي (الإنجليزية)
- روبرت ليندساي على موقع قاعدة بيانات برودواي على الإنترنت (الإنجليزية)
- روبرت ليندساي على موقع قاعدة بيانات الأفلام السويدية (السويدية)
- روبرت ليندساي على موقع إن إن دي بي (الإنجليزية)
- روبرت ليندساي على موقع ديسكوغز (الإنجليزية)
- روبرت ليندساي على موقع قاعدة بيانات الفيلم (الإنجليزية)